# سلطنة آراش
سلطنة آراش كانت إقطاعية موجودة في الفترة ما بين 1747 إلى 1795 في منطقة القوقاز. كانت تتألف من مقاطعات أغداش وييفلاخ ومينغاتشيفير الحديثة في أذربيجان.[بحاجة لمصدر]

## التاريخ
تأسست سلطنة آراش في القرن الخامس عشر. كانت تحت ولاية شروان في الدولة الصفوية. وفي وقت لاحق، وضعها حاجي جلبي خان تحت سيادة خانات شاكي. كانت تتألف من 27 مستوطنة يبلغ عدد سكانها حوالي 5000 نسمة، 19٪ منهم من الأرمن أو الأوديين .[بحاجة لمصدر]

## السلاطين
- مالك علي  –  كان متورطًا في جريمة قتل أغاكشي بيك [الإنجليزية]
 في عام 1759. وفي وقت لاحق، ثار ضد محمد حسين خان مشتاق [الإنجليزية]
 الذي كان صهره في عام 1761، لكنه وُضع تحت سيطرته مع تأكيد من فتح علي خان أفشار [الإنجليزية]
.[1] قُتل بعد ذلك بوقت قصير.
- مالك علي محمد  –  نجل السابق.
- مالك علي حسين
- شابادين سلطان  –  ابن أخ مالك علي، ثار على خان شاكي محمد حسن، وقُتل في عام 1795.[2] بعد وفاته، أُلغيَت السلطنة وضُمت إلى خانية شاكي.